# Энговатова, Ася Викторовна
А́ся Ви́кторовна Энгова́това (род. 20 февраля 1966, Москва) — российский археолог. Заместитель директора Института археологии РАН по науке, заведующая отделом сохранения археологического наследия Института археологии РАН, кандидат исторических наук.
Преподаватель МГУ, ИА РАН и Духовной Академии Троице-Сергиевой Лавры.

## Биография
Ася Викторовна Энговатова родилась 20 февраля 1966 года в городе Москве.
Уже в 17 лет была участником археологических исследований неолитических и средневековых поселений в северном и центральном регионах России. Поступила в МГУ на исторический факультет, на кафедру археологии.
Преподаватели: доктора наук Наталия Вадимовна Рындина и Дмитрий Александрович Крайнов. По окончании вуза, Ася Викторовна под руководством своего преподавателя Рындиной Наталии Вадимовны написала кандидатскую диссертацию, которую защитила в 1993 году.
Тема диссертации: Кремневая индустрия трипольской культуры (по материалам памятников Днестро-Днепровского междуречья).
После защиты Ася Викторовна работала лаборантом, старшим лаборантом, научным сотрудником.
Затем А. В. Энговатову назначили на должность заведующей отделом охранных раскопок и позже заместителя директора института по науке института археологии Российской академии наук.

## Научные интересы
Специалист по памятникам неолита-бронзы и средневековой археологии.
Автор 300+ научных публикаций на темы сохранения археологического наследия, эпох неолита, раннего железного века Русской равнины, Древней Руси, теории и методике спасательных археологических полевых работ, применения естественнонаучных методов в археологии

## Научная и общественная деятельность
Ася Викторовна Энговатова один из инициаторов и активный участник разработки и совершенствования нормативной правовой базы в области сохранения археологического наследия и регулирования спасательных археологических полевых работ.
Участник рабочих групп Комитета по науке, образованию и культуре Совета Федерации Федерального собрания Российской Федерации, Комитета по культуре Государственной думы Федерального собрания Российской Федерации.
Член ряда научных и общественных организаций (ИКОМОС, USIPP, EAA и др.). Активно участвует в развитии международного сотрудничества в сфере сохранения археологического наследия.
Также, Энговатова А. В. — эксперт РФФИ и РНФ и эксперт по проведению историко-культурной экспетизы.
Более 15 лет Энговатова А. В. посвятила исследованиям территории средневекового Ярославля, 15 лет — Троице-Сергиевой Лавры и московской духовной академии.
Она принимала участие в экспедициях в Тверской, Ивановской, Орловской областях.

## Награды
Ася Викторовна Энговатова — обладатель почётного знака ИИМК Российской академии наук, грамот и благодарностей от Президента РФ, Министерства культуры.

### Благодарности
- от Министерства культуры Российской Федерации за важнейшую помощь в подготовке № 245-ФЗ «О внесении изменений в отдельные законодательные акты в части пресечения незаконной деятельности в сфере археологии» (2013 г.);
- от Управления культуры и архивного дела Орловской области за высокий профессионализм, проявленный при проведении археологических работ в фамильной усыпальнице Ермоловых в Троицкой церкви г. Орла (2013 г.);
- от Федерального агентства научных организаций за безупречный труд и высокие достижения в профессиональной деятельности (2016 г.);
- от Президента Российской Федерации за большой вклад в сохранение культурного и исторического наследия (2017 г.).